# Christian Gerondeau
Christian Gerondeau (* 23. März 1938) ist eine Person des öffentlichen Lebens in Frankreich. Nach Studien an der französischen Elitehochschule École polytechnique (bis 1957) und der École Nationale des Ponts et Chaussées begründete er unter anderem den heutigen Streckenverlauf des Réseau express régional.
Gerondeau ist Absolvent der Pariser École polytechnique und war über Jahre Leiter ihrer einflussreichen Alumniorganisation. Er wurde als «Monsieur Sécurité» für seine Beiträge zur Straßenverkehrssicherheit bekannt und gehörte der französischen Sécurité Routière, einem entsprechenden Verkehrsverband an. Er war unter anderem Mitglied der EU-Kommission und im Vorstand der Weltbank. In Frankreich war er zudem Präsident des Verbandes der Automobilclubs wie des Institut français de politique publique. Der Gerondeau-Report der EU zur Verkehrssicherheitspolitik 1991 beschäftigt sich unter anderem mit der Rolle und der Bekämpfung von Alkohol im Straßenverkehr.
Zum gegenwärtigen Klimawandel behauptete Gerondeau, entgegen dem Stand der Wissenschaft, dass es keine Erwärmung gebe. Er gehört zum Direktorium der französischen Organisation «climato-réalistes» und ist Mitglied im „akademischen Beirat“ der britischen Global Warming Policy Foundation; beide Organisationen werden zum Netzwerk der organisierten Klimaleugnung gezählt.

## Bücher (Auszug)
- Les transports urbains. 1991.
- Les transports en France : Quelques vérités bonnes à dire. 1994.
- Candide au pays des libéraux, Albin Michel, Paris 1998
- La Saga du RER et le Maillon manquant, 2003
- Les danseuses de la République : SNCF, transports publics et autres. L'Harmattan, Paris 2004.
- L'écologie et les imposteurs. Descartes et Cie, 2007
- Écologie, la grande arnaque. Albin Michel, Paris 2007, ISBN 978-2226179395.
- CO2 : un mythe planétaire. Les éditions du Toucan, Paris 2009, ISBN 978-2-810002-46-7.